# Carlos Ferro
Carlos Ferro is een Amerikaans stemacteur. Hij sprak de stem van Dominic Santiago in uit de Gears of War-spellen. Ook doet hij stemmen in blockbusters zoals Assassin's Creed-spellen, Uncharted: Drake's Fortune, The Godfather II, Call of Duty: Black Ops.

## Inspraak
Dit is de lijst van spellen waar Ferro één of meerdere personages heeft ingesproken:
| Spel                                                 | Jaar van uitgave | Uitgever                    |
| ---------------------------------------------------- | ---------------- | --------------------------- |
| Gears of War 3                                       | 2011             | Microsoft Game Studios      |
| Uncharted 3: Drake's Deception                       | 2011             | Sony Computer Entertainment |
| Assassin's Creed: Brotherhood                        | 2011             | Ubisoft                     |
| Call of Duty: Black Ops                              | 2010             | Activision                  |
| Command & Conquer 4: Tiberian Twilight               | 2010             | Electronic Arts             |
| Assassin's Creed II                                  | 2009             | Ubisoft                     |
| The Godfather II                                     | 2009             | Electronic Arts             |
| Indiana Jones and the Staff of Kings                 | 2009             | LucasArts                   |
| Uncharted 2: Among Thieves                           | 2009             | Sony Computer Entertainment |
| 007: Quantum of Solace                               | 2008             | Activision                  |
| Assassin's Creed (Director's Cut Edition)            | 2008             | Ubisoft                     |
| Gears of War 2                                       | 2008             | Microsoft Game Studios      |
| Gears of War 2 (Limited Edition)                     | 2008             | Microsoft Game Studios      |
| Saints Row 2                                         | 2009             | THQ                         |
| Tom Clancy's EndWar                                  | 2009             | Ubisoft                     |
| Assassin's Creed                                     | 2007             | Ubisoft                     |
| Gears of War                                         | 2007             | Microsoft Game Studios      |
| SOCOM: U.S. Navy SEALs - Tactical Strike             | 2007             | Sony Computer Entertainment |
| Uncharted: Drake's Fortune                           | 2007             | Sony Computer Entertainment |
| Gears of War                                         | 2006             | Microsoft Game Studios      |
| Gears of War (Limited Collector's Edition)           | 2006             | Microsoft Game Studios      |
| Saints Row                                           | 2006             | THQ                         |
| Tom Clancy's Ghost Recon: Advanced Warfighter        | 2006             | Ubisoft                     |
| Tony Hawk's American Wasteland                       | 2005             | Activision                  |
| Tony Hawk's American Wasteland (Collector's Edition) | 2005             | Activision                  |
| 007: Everything or Nothing                           | 2004             | Electronic Arts             |
| Xenosaga: Episode II - Jenseits von Gut und Böse     | 2004             | Namco                       |
| X-Men: Next Dimension                                | 2002             | Activision                  |